# Saxifraga bergenioides
Saxifraga bergenioides là một loài thực vật có hoa trong họ Saxifragaceae. Loài này được C. Marquand miêu tả khoa học đầu tiên năm 1929.